# Juste Debout

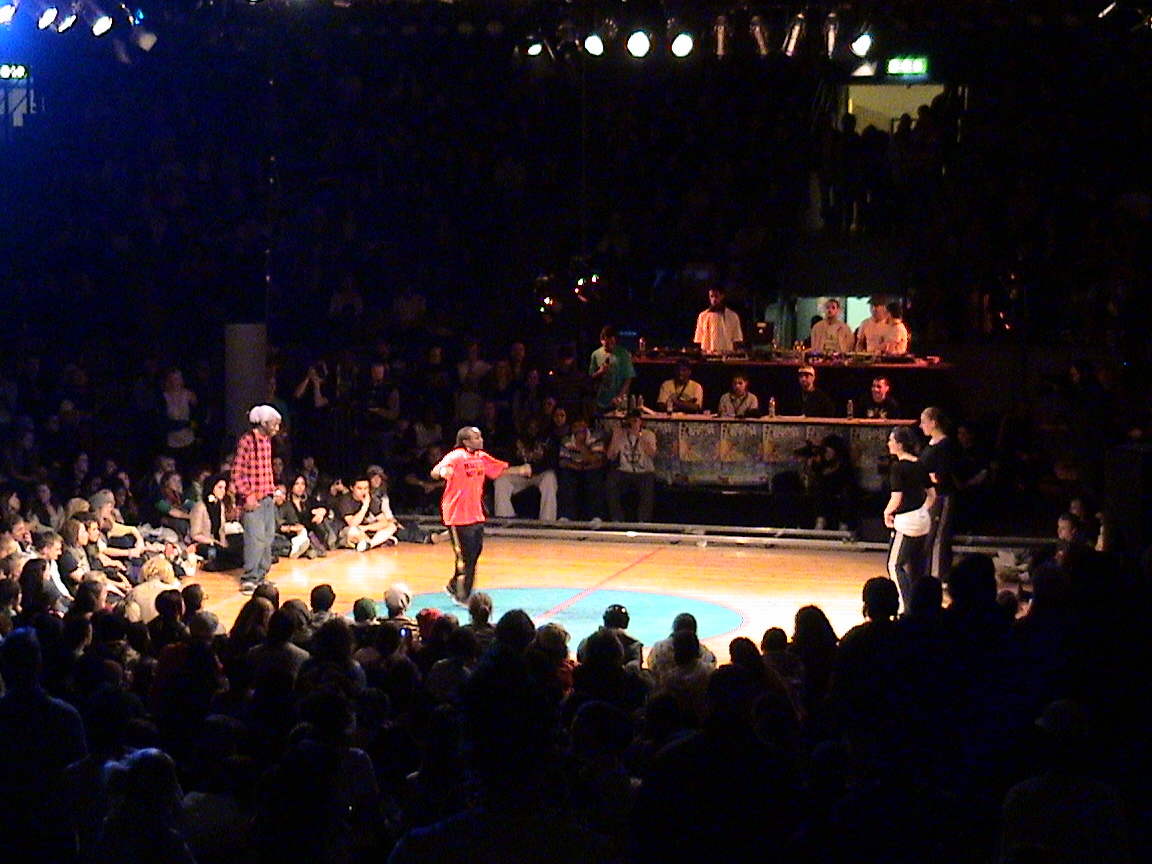
Juste debout Scandinavia 2008

Juste Debout é uma competição anual de dança realizada na França com foco nos estilos de danças de rua. As quatro principais categorias são hip hop new style, house, locking e popping.